# 도리카미촌
도리카미촌(鳥上村)은 시마네현 니타군에 있던 촌이다. 현재의 오쿠이즈모정에 해당한다.